# Pseudovenanides hunanus
Pseudovenanides hunanus – gatunek błonkówki z rodziny męczelkowatych, jedyny przedstawiciel rodzaju Pseudovenanides (choć prawdopodobnie do rodzaju należą też inne, nieopisane gatunki). 

## Zasięg występowania
Gatunek notowany w Chinach, w prowincjach Kuangsi i Hunan.

## Biologia i ekologia
Żywicielami są motyle z rodziny skośnikowatych.